# Ataque suicida en la estación de tren de Fort
El Ataque explosivo de la estación de tren de Fort fue un atentado suicida contra un tren de cercanías mientras estaba detenido en la estación de tren de Fort, la estación principal de Colombo, Sri Lanka, el 3 de febrero de 2008. El atentado mató a 12 personas e hirió a más de 100. Muerto en el ataque fueron ocho niños de la escuela del equipo de béisbol de D.S. Senanayake College y su entrenador/maestro a cargo.
El gobierno dijo que el ataque fue perpetrado por una atacante suicida, perteneciente a los LTTE, que se bajó de un tren y explotó durante la hora punta en el andén 3.
El secretario de Defensa, Gotabaya Rajapaksa, ordenó al Departamento de Investigación Criminal que investigara el atentado que condujo al arresto de dos sospechosos junto con explosivos escondidos en Colombo y al descubrimiento de pequeños locales comerciales administrados por una célula del LTTE. El líder de la célula había abandonado el país después del bombardeo.